# Caballito criollo
 Caballito criollo  es una película argentina en blanco y negro dirigida por Ralph Pappier sobre guion de Hugo Mac Dougall que se estrenó el 26 de noviembre de 1953 y que tuvo como protagonistas a Enrique Muiño, Mario Passano y Alberto Bello.

## Sinopsis
Un viejo comandante sacrifica su posición y sus afectos por los caballos criollos por los que se apasiona. 

## Reparto
- Enrique Muiño
- Mario Passano
- Alberto Bello
- Roberto Fugazot
- Margarita Corona
- Miguel Bebán
- Hugo Mujica
- Lía Casanova
- Alfredo Distasio
- Eugenio Nigro

## Comentario
Opinan Manrupe y Portela sobre el filme: “Con un rodaje varias veces interrumpido por razones económicas, el producto parece ser menor que la ambición de los crreadores”.

## Premio
Por este filme la Academia de Artes y Ciencias Cinematográficas de la Argentina le otorgó a Enrique Muiño el premio Cóndor Académico al mejor actor protagónico.	